# Wohnhaus An der Beeke 15
Das Wohnhaus An der Beeke 15 in Syke, Ortsteil Okel, wurde 1910 gebaut.
Das Gebäude steht unter Denkmalschutz.

## Geschichte
Das Dorf Okel wurde 1189 erstmals erwähnt.
Das eingeschossige verklinkerte Gebäude wurde 1910 im typischen Stil der Jahrhundertwende mit dem Eingang als zweigeschossiger Mittelrisalit, mit Satteldächern und den Segmentbögen über den Fenstern gebaut.